# Herbert Frohnhofen
Herbert Frohnhofen (* 23. April 1955 in Erkelenz) ist ein deutscher Theologe und Philosoph.

## Leben
Nach dem durch das Cusanuswerk geförderten Studium der Mathematik, Sozialwissenschaften, Philosophie und Theologie in Aachen und München promovierte er 1981 in Philosophie (Hochschule für Philosophie, Philosophische Fakultät SJ/München) und 1986 in katholischer Theologie (LMU München). Frohnhofen lebte im Münchener Studienhaus der Benediktiner von Sankt Ottilien (1976–1985). Im Anschluss an eine Assistentenzeit bei Peter Stockmeier (1982–1986) und eine Tätigkeit als Studienleiter an der Katholischen Akademie Rabanus Maurus/Wiesbaden-Naurod ab 1987 war er von 1992 bis 2021 Professor für Fundamentaltheologie und Dogmatik als Nachfolger von Bernd Jochen Hilberath an der Katholischen Hochschule Mainz. Seit 2004 lebt er in Dornburg/Westerwald, ist verheiratet und Vater zweier Kinder.

## Lehre
Geprägt wurde Frohnhofens Denken vor allem durch Immanuel Kant, Georg Wilhelm Friedrich Hegel und die Zeitgenossen Lorenz Bruno Puntel, Karl Rahner, Peter Stockmeier und Joseph Ratzinger.
Vorrangiges Ziel seiner Lehre ist es, den Menschen in allen Bereichen als grundsätzlich wahrheitsfähig zu erweisen. Dies bedeutet, dass die Gemeinschaft der Menschen in allen Kontexten (Natur- und Gesellschaftswissenschaften, Philosophie, Theologie usw.) grundsätzlich dazu fähig ist, die Strukturen der Welt insoweit zu durchschauen, dass sie in ihnen heilvoll leben könnte („1. Offenbarungsweg“/„Buch der Schöpfung“/„paradiesischer Zustand“). Wenn und soweit ihr dies faktisch – kollektiv wie individuell – oft nicht (vollständig) gelingt oder mitunter sogar fast völlig misslingt, ist dies verursacht durch ein Verhalten, das – aus Eigensucht bzw. Hybris motiviert – sich den Strukturen des heilvollen/wahren Lebens verweigert („Sünde“) und in der Folge Eintrübungen im richtigen Handeln wie im richtigen Erkennen und Wissen nach sich zieht, die sich wiederum kollektiv ihre Opfer und (Folge-)Täter suchen („Erbsünde“/„universale Sündenverfallenheit“). Aus diesem Zustand führt der Schöpfergott (der hierdurch auch zum Erlösergott wird) den Menschen in neues Heil, indem er sich zunächst dem Volk Israel und dann in Jesus Christus der gesamten Menschheit als die universale, jedem Menschen/Sünder hilfreich entgegenkommende Liebe offenbart, die jede Sünde auszuhalten und zu überwinden vermag („2. Offenbarungsweg“/„Buch der Bibel“). Die Kirche ist jene aus diesem Geist Gottes gestiftete Gemeinschaft, die die einzigartige Aufgabe hat, das Evangelium vom alle Sünde überwindenden und damit neues Heil schaffenden Gott in Jesus Christus zu verkünden und zeichenhaft zu realisieren. Ihre Sakramente sind zentrale Heilsmittel auf diesem neuen Heilsweg. Getragen und umschlossen wird diese Heilsdynamik von dem punktuell heute bereits erfahrbaren, in der Vollendung aber auf Zukunft hin erhofften Heil, das alle Ungerechtigkeit überwinden und alle Tränen trocknen wird.
Dieser auf Jesus Christus gegründete Glaube ist jene „wahre Philosophie“ (Justin), die das menschliche bzw. weltliche Sein am angemessensten interpretiert. Er ist eine Weltanschauung, die sich mit anderen Weltanschauungen/Religionen messen muss. Auch und gerade auf diesem Gebiet ist Wahrheit nötig und möglich. Nichtchristliche Weltanschauungen und Religionen sind grundsätzlich als kulturelle Entwicklungen der Menschheit zu respektieren. Wenn und soweit sie dem Ziel eines universalen Heils für die gesamte Schöpfung entsprechen, werden sie hoch geschätzt; wenn und soweit sie diesem Ziel widersprechen, werden sie entschieden abgelehnt bzw. bekämpft. Über das individuelle Heil des Menschen ist freilich mit der von ihm favorisierten Weltanschauung noch nicht endgültig entschieden.
Da 1. und 2. Offenbarungsweg zusammengehören, weil sie beide die Beziehungsaufnahme und das Verhältnis des einen Gottes zu den Menschen beschreiben, können auch Vernunft und Glaube einander nicht grundsätzlich widersprechen. Ja, die Tatsache, dass menschliches Erkennen und Denken einerseits wie sein vertrauendes Glauben an den Gott Jesu Christi andererseits ständig – individuell und kollektiv – miteinander um Einklang ringen, ja ringen sollen, unterscheidet den so – mindestens in der katholischen Kirche – verstandenen christlichen Glauben von jeder fundamentalistischen (christlichen oder nichtchristlichen) Ideologie.

## Politisches Engagement
Als Student war Herbert Frohnhofen Mitglied der CSU, von 2013 bis 2015 Mitglied der AfD. Seit Anfang 2019 ist Herbert Frohnhofen Mitglied der CDU. Er engagiert sich hier im Landesfachausschuss Bildung sowie bei der Arbeit am Grundsatzprogramm.

## Publikationen
Als Autor:
- Der Strukturbegriff in der Mathematik. Eine Analyse vorliegender Definitionen und Verwendungen. Hochschule für Philosophie, München 1981 (Dissertation, München, Hochschule für Philosophie, 1981).
- Apatheia tou theou. Über die Affektlosigkeit Gottes in der griechischen Antike und bei den griechischsprachigen Kirchenvätern bis zu Gregorios Thaumaturgos. Lang, Frankfurt am Main 1987, ISBN 3-8204-1103-8 (Dissertation, München, Universität, 1986).

Als Herausgeber:
- mit Jörg Splett „Entweder – oder“. Herausgefordert durch Kierkegaard. Knecht, Frankfurt am Main 1988, ISBN 3-7820-0581-3.
- Christlicher Antijudaismus und jüdischer Antipaganismus: ihre Motive und Hintergründe in den ersten drei Jahrhunderten (= Hamburger theologische Studien. Bd. 3). Steinmann und Steinmann, Hamburg 1990, ISBN 3-927043-13-3.
- Bildung / Katholische Hochschule Mainz. EOS-Verlag, St. Ottilien 2006, ISBN 3-8306-7254-3.